# Baudreix
Baudreix é uma comuna francesa na região administrativa da Nova Aquitânia, no departamento dos Pirenéus Atlânticos. Estende-se por uma área de 2 km². Em 2010 a comuna tinha 714 habitantes (densidade: 357 hab./km²).